# 顱內出血
顱內出血（intracranial hemorrhage/bleed，ICH）是頭部颅骨內出血，可能導致血液或血塊壓迫到腦神經造成腦神經壞死。顱內出血包含：脑室出血和脑实质出血、蛛网膜下腔出血、硬膜外出血、硬膜下血肿。
顱內出血致死率高，必須立即送醫。

## 出血性中风
颅内出血是颅骨内任何地方的血液积累。通常将颅内出血分为内出血（脑内出血）和外出血（头骨内，大脑外）。内出血是由于颅内脑实质性出血或脑室内出血。外出血又分为硬膜外血肿（硬脑膜和颅骨间出血），硬膜下血肿和蛛网膜下腔出血（蛛网膜和软脊膜之间）。大部分的出血性中风都有其特殊的症状（如：头痛）。
脑内出血（intracerebral hemorrhage，缩写也是 ICH）又称脑出血，是出血直接进入脑组织，形成一个逐渐扩大的血肿。ICH常发生在小动脉，常见病因是高血压、頭部外伤、出血疾病，淀粉样血管病、藥物濫用和血管畸形。
血肿不断扩大直到周围组织限制它的扩大，或出血进入脑室系统，脑脊液，或软脑膜而解压。三分之一的颅内出血发生于大脑的右半侧。脑出血30天之后死亡率是44%，高于缺血性中风，甚至高于非常致命的蛛网膜下腔出血。